# Fawaz Al-Sqoor
Fawaz Al-Sqoor (ar. فواز الصقور; ur. 23 kwietnia 1996 w Nadżranie) – saudyjski piłkarz, występujący na pozycji obrońcy w saudyjskim klubie Asz-Szabab Rijad oraz w reprezentacji Arabii Saudyjskiej. Uczestnik Pucharu Azji 2023.

## Statystyki

### Klubowe
Na podstawie:
| Klub             | Sezonów | Liga                      | Liga  | Liga   | Puchar krajowy | Puchar krajowy | Kontynentalne | Kontynentalne | Suma  | Suma   |
| Klub             | Sezonów | Liga                      | Mecze | Bramki | Mecze          | Bramki         | Mecze         | Bramki        | Mecze | Bramki |
| ---------------- | ------- | ------------------------- | ----- | ------ | -------------- | -------------- | ------------- | ------------- | ----- | ------ |
| Najran SC        | 3       | Saudi Professional League | 8     | 0      | 3              | 0              | –             | –             | 11    | 0      |
| Al-Wehda         | 2       | Saudi Professional League | 48    | 2      | 5              | 0              | –             | –             | 53    | 2      |
| Asz-Szabab Rijad | 4       | Saudi Professional League | 97    | 2      | 8              | 0              | 8             | 0             | 113   | 2      |
|                  | Łącznie | Łącznie                   | 153   | 4      | 16             | 0              | 8             | 0             | 177   | 4      |

### Reprezentacyjne
Na podstawie:
| Gole w reprezentacji | Gole w reprezentacji | Gole w reprezentacji | Gole w reprezentacji | Gole w reprezentacji | Gole w reprezentacji | Gole w reprezentacji | Gole w reprezentacji | Gole w reprezentacji |
| Lp.                  | Data                 | Miasto               | Przeciwnik           | Wynik                | Czas                 | Gole                 | Inne                 | Rozgrywki            |
| -------------------- | -------------------- | -------------------- | -------------------- | -------------------- | -------------------- | -------------------- | -------------------- | -------------------- |
| 1.                   | 28.03.2023           | Dżudda               | Boliwia              | 1:2 (1:1)            | 76'–90'              |                      |                      | mecz towarzyski      |

## Sukcesy
Na podstawie:

### Klubowe
Brak ważniejszych osiągnięć.